# Álex Castillo
Alex Castillo (La Fría, en Táchira, Venezuela es un actor venezolano conocido principalmente por su personaje llamado Jota en la serie Servir y Proteger que se emite en La 1 de Televisión Española.

## Biografía
Álex Castillo nació en la ciudad de La Fría en el Estado de Táchira, Venezuela. Empezó en la actuación a los 15 años en Caracas, lugar en el que hizo sus estudios artísticos en la Escuela Nacional de Artes Escénicas César Rengifo, participando en la producción La ciudad del guiso, dirigida por el actor, dramaturgo y director de cine Levy Rosell.
En 2016 se radicó en Madrid, España, donde hizo parte de la serie española Servir y proteger
En el año 2021, se encuentra participando en el cortometraje titulado Luna de Agosto, dirigido por Nacho Vigalondo. También, está en la película La maniobra de la tortuga del director Juan Miguel del Castillo y en la serie Fuerza de paz, realizada por la productora Alea Media para Televisión Española.
En Fuerza de paz interpreta al Soldado Trujillo, compartiendo rodaje con actores como Silvia Alonso, Martiño Rivas, Félix Gómez, Alfonso Bassave, Iria del Río y Alain Hernández.